# Konstsim vid asiatiska spelen 2022
Konstsim vid asiatiska spelen 2022 hölls i Hangzhou Olympic Sports Park Aquatics Center i Hangzhou i Kina mellan den 6 och 8 oktober 2023.

## Program
| T | Tekniskt program | A | Akrobatiskt program | F | Fritt program |

| Gren ↓ / Datum →    | 6:e Fre | 7:e Lör | 8:e Sön |
| ------------------- | ------- | ------- | ------- |
| Damernas partävling | T       | F       |         |
| Damernas lagtävling | A       | T       | F       |

## Medaljörer
| Gren | Guld | Silver | Brons |
| Par  | Kina Wang Liuyi Wang Qianyi                                                                                           | Japan Moe Higa Mashiro Yasunaga                                                                                            | Kazakstan Arina Pushkina Yasmin Tuyakova |
| Lag  | Kina Chang Hao Cheng Wentao Feng Yu Shi Haoyu Wang Ciyue Wang Liuyi Wang Qianyi Xiang Binxuan Xiao Yanning Zhang Yayi | Japan Moe Higa Moeka Kijima Tomoka Sato Ayano Shimada Ami Wada Akane Yanagisawa Mashiro Yasunaga Megumu Yoshida Moka Fujii | Kazakstan Nargiza Bolatova Eteri Kakutia Aigerim Kurmangaliyeva Xeniya Makarova Arina Myasnikova Anna Pavletsova Arina Pushkina Yasmin Tuyakova Zhaklin Yakimova Zhaniya Zhiyengazy |

## Medaljtabell
*   Värdland ( Kina)
| Nr                  | Nation              | Guld | Silver | Brons | Totalt |
| ------------------- | ------------------- | ---- | ------ | ----- | ------ |
| 1                   | Kina*               | 2    | 0      | 0     | 2      |
| 2                   | Japan               | 0    | 2      | 0     | 2      |
| 3                   | Kazakstan           | 0    | 0      | 2     | 2      |
| Totalt (3 nationer) | Totalt (3 nationer) | 2    | 2      | 2     | 6      |

## Deltagande nationer
Totalt 84 idrottare från 10 nationer tävlade i konstsim vid asiatiska spelen 2022:
- Hongkong (10)
- Japan (9)
- Kazakstan (10)
- Kina  (10)
- Macao (10)
- Nordkorea (10)
- Singapore (10)
- Sydkorea (2)
- Thailand (10)
- Uzbekistan (3)